# هيني بيكر
هيني بيكر (بالإنجليزية: Heini Becker)‏ هو سياسي أسترالي، ولد في 18 يناير 1935. حزبياً، نشط في تحالف الليبرالية والريفي ( – 1974) وحزب أستراليا الليبرالي (فرع جنوب أستراليا) ‏ (1974 – ). في 1993 South Australian state election ‏، انتخب عضو مجلس النواب جنوب أستراليا من الجمعية عن دائرة Electoral district of Peake ‏ وقد انضم خلال فترته النيابية ‏ (11 ديسمبر 1993 – 10 أكتوبر 1997) للكتلة البرلمانية حزب أستراليا الليبرالي (فرع جنوب أستراليا) ‏ وانتخب عضو مجلس النواب جنوب أستراليا من الجمعية عن دائرة Electoral district of Hanson ‏ وقد انضم خلال فترته النيابية (30 مايو 1970 – 10 ديسمبر 1993) للكتلة البرلمانية تحالف الليبرالية والريفي.